# Seznam rozhodnutí Ústavního soudu České republiky o platech soudců
Toto je seznam rozhodnutí Ústavního soudu České republiky o platech soudců obecných soudů:
| Pořadí | Spisová značka | Sbírka zákonů | Soudce zpravodaj  | Navrhovatel                    | Datum              | Výrok                             | Právní věty |
| ------ | -------------- | ------------- | ----------------- | ------------------------------ | ------------------ | --------------------------------- | --- |
| 1.     | Pl. ÚS 13/99   | 233/1999 Sb.  | Vladimír Čermák   | Obvodní soud pro Prahu 4       | 15. září 1999      | zčásti vyhověno, zčásti zamítnuto | Jakkoli také ve sféře justice neusiluje ani demokratický stát o maximalistické programy, je na druhé straně povinen vytvářet institucionální předpoklady pro reálnou nezávislost soudů, pro stabilizaci jejich pozice jako, ve vztahu k legislativě a exekutivě, významného státotvorného, současně však i „polemického“ prvku. Platí-li ve smyslu čl. 2 odst. 1 Listiny, že náš stát je založen na demokratických hodnotách, potom právě zde je třeba zdůraznit, že jednou z mimořádně významných hodnot je v tomto směru právě již konstatovaný princip soudcovské nezávislosti. Tento princip obsahuje v sobě celou řadu aspektů, jež ve svém úhrnu mají vytvořit předpoklady pro to, aby soudy mohly plnit své úkoly a povinnosti zejména v oblasti práv a svobod člověka a občana (čl. 1 Ústavy ČR). Lze považovat za přirozené, že některé z těchto aspektů mohou být i materiální povahy, i když i každý takový aspekt má přirozeně současně imateriální podtext. Tak je tomu i v oblasti poskytovaných náhrad, kde zákon č. 268/1998 Sb., o odejmutí dalšího platu za druhé pololetí 1998 představitelům státní moci a některých státních orgánů, soudcům, státním zástupcům a členům prezidia Komise pro cenné papíry, představuje podle názoru Ústavního soudu průlom do zmíněné „nezadatelnosti“ práva soudců na nekrácení jim poskytovaných náhrad a více méně je tím kategorizuje jako „státní úředníky“. Takový přístup zákonodárce, ostatně opětovný, i když se navenek může jevit jako morální gesto tváří v tvář současným společenským, zejména ekonomickým, poměrům, ve skutečnosti tedy jen devalvuje jednu ze základních demokratických hodnot, jakou soudcovská nezávislost představuje. Přihlašuje-li se naše Ústava i Listina k existenci hodnotového řádu, představujícího základní pilíř a svorník společnosti, potom i zákonodárce, stejně jako exekutiva, musí ve všech svých aktech respektovat jeho prioritu, a to dokonce i ve vztahu k etickému a právnímu normativnímu systému. |
| 2.     | Pl. ÚS 18/99   | 320/2000 Sb.  | Antonín Procházka | Městský soud v Brně            | 3. července 2000   | zamítnuto                         | Ústavní soud zastává názor, že soudci se nenacházejí v jakémsi „právním a ekonomickém vakuu“, které by je zcela izolovalo od okolní hospodářské a sociální reality. Nelze tedy kategoricky tvrdit, že soudci mají apriorní právo na takové materiální zabezpečení, které nemůže být legislativní formou žádným způsobem a za žádných okolností změněno. |
| 3.     | Pl. ÚS 16/2000 | 321/2000 Sb.  | Vladimír Klokočka | Okresní soud v Hradci Králové  | 3. července 2000   | zamítnuto                         | Ústavní soud uznává, že soudci obecných soudů se nenacházejí v jakémsi „právním a ekonomickém vakuu“, které by je zcela izolovalo od okolní hospodářské a sociální reality. Nelze tedy kategoricky tvrdit, že soudci obecných soudů mají apriorní právo na takové materiální zabezpečení, které nemůže být legislativní formou žádným způsobem a za žádných okolností měněno. Na druhé straně je však Ústavní soud vzdálen názoru, že by plat soudců měl být pohyblivým faktorem podle okamžitých představ toho či onoho vládního seskupení. Pokládá proto nalezené řešení za výjimečný akt, který lze oprávnit pouze z vážných důvodů a pouze v souvislosti s celkovou přiměřenou úpravou platů v celé sféře státních představitelů a zaměstnanců. Jedině v této celkové souvislosti lze uznat dopad finančních potíží státu též na soudcovské platy. Ústavní soud respektoval zákonodárce, který se nacházel v časovém prodlení a nemohl, vzhledem k případné námitce retroaktivity, použít stejné metody krácení platu (tj. obou dalších platů o polovinu) k dosažení stanoveného cíle rozpočtové úspornosti, jakož i omezení nerovnosti obou kategorií příjemců dalšího platu a přistoupil proto k celému odnětí jednoho a to pozdějšího z nich. |
| 4.     | Pl. ÚS 11/02   | 198/2003 Sb.  | Eliška Wagnerová  | Městský soud v Brně            | 11. června 2003    | vyhověno                          | Nemá-li se sám Ústavní soud jako ústavní orgán, tj. orgán veřejné moci, dopouštět libovůle, jejímuž zákazu je sám také podroben, neboť i Ústavní soud, či právě on, je povinen respektovat rámec ústavního státu, v němž je výkon libovůle orgánům veřejné moci striktně zapovězen, musí se cítit vázán svými vlastními rozhodnutími, která může svou judikaturou překonat jen za určitých podmínek. Tento postulát lze přitom charakterizovat jako podstatnou náležitost demokratického právního státu [čl. 1 odst. 1 ve spojení s čl. 9 odst. 2 Ústavy České republiky (dále jen „Ústava“)]. První možností, kdy Ústavní soud může překonat vlastní judikaturu, je změna sociálních a ekonomických poměrů v zemi nebo změna v jejich struktuře anebo změna kulturních představ společnosti. Další možností je změna či posun právního prostředí tvořeného podústavními právními normami, které v souhrnu ovlivňují nahlížení ústavních principů a zásad, aniž by z nich ovšem vybočovaly, a především neomezují princip demokratické právní státnosti (čl. 1 odst. 1 Ústavy). Další možností pro změnu judikatury Ústavního soudu je změna, resp. doplnění těch právních norem a principů, které tvoří závazná referenční hlediska pro Ústavní soud, tj. takových, které jsou obsaženy v ústavním pořádku České republiky, nejde-li samozřejmě o změny odporující limitům stanoveným čl. 9 odst. 2 Ústavy, tj., nejde-li o změny podstatných náležitostí demokratického právního státu. Platové poměry soudců v širokém smyslu mají být stabilní nesnižovatelnou veličinou, nikoli pohyblivým faktorem, s nímž kalkuluje to či ono vládní uskupení např. proto, že se mu zdají platy soudců příliš vysoké ve srovnání s platy státních zaměstnanců nebo ve srovnání s jinou profesní skupinou. Usilování o takovou rovnost vybočuje z kategorie ústavnosti, jde o politický cíl, který nemá oporu v ústavně chápaném principu rovnosti. Tento princip nalézá v materiálním smyslu své hranice ve vyjádření, dle kterého „stejné nesmí být upravováno libovolně nestejně, avšak zároveň nestejné nesmí být upravováno libovolně stejně“. Princip rovnosti nelze chápat jako nivelizaci ve výsledku, nýbrž je třeba jej interpretovat jako garanci stejných startovních šancí. Takto vyložený princip rovnosti však zákonodárce zjevně nedodržel. |
| 5.     | Pl. ÚS 34/04   | 355/2005 Sb.  | Pavel Holländer   | Městský soud v Brně            | 14. července 2005  | vyhověno                          | K otázce ústavnosti následného zákonného odejmutí části platu soudců, na který byl před přijetím tohoto opatření dán zákonný nárok, lze vyvodit tyto základní zobecňující teze: - posouzení ústavnosti platových restrikcí vůči soudcům pro konkrétní období konkrétního roku spadá do rámce vymezeného principem soudcovské nezávislosti, - ústavní postavení soudců na straně jedné a představitelů moci zákonodárné a výkonné, zvláště pak státní správy, na straně druhé se vzhledem k principu dělby moci a principu nezávislosti soudců odlišuje, z čehož plyne i rozdílný dispoziční prostor pro zákonodárce k platovým restrikcím vůči soudcům ve srovnání s dispozičním prostorem k takovýmto restrikcím v jiných oblastech veřejné sféry, - zásah do materiálního zabezpečení soudců garantovaného zákonem nesmí být výrazem svévole zákonodárce, nýbrž musí být, vycházeje ze zásady proporcionality, odůvodněn výjimečnými okolnostmi, např. tíživou finanční situací státu, přičemž i za splnění této podmínky musí být zohledněna odlišnost funkce soudců a představitelů moci zákonodárné a výkonné, zvláště pak státní správy; takovýto zásah nesmí zavdat důvod k obavám, nedotýká-li se omezení důstojnosti soudců, příp. není-li výrazem ústavně nepřípustného tlaku moci zákonodárné a moci výkonné na moc soudní. Princip nezávislého soudnictví je jednou z podstatných náležitostí demokratického právního státu (čl. 9 odst. 2 Ústavy České republiky). Požadavek nezávislé justice pramení ze dvou zdrojů: z neutrality soudců jako garance spravedlivého, nestranného a objektivního soudního řízení a ze zajištění práv a svobod jednotlivců soudcem odčleněným od politické moci. Nezávislost soudců je garantována zárukami zvláštního právního postavení (mezi než nutno zařadit nesesaditelnost, neodvolatelnost, nedotknutelnost), dále zárukami organizační a funkční nezávislosti na orgánech reprezentujících zákonodárnou a zejména výkonnou moc, jakož i oddělením soudnictví od moci zákonodárné a výkonné (zejména uplatněním zásady inkompatibility). Z hlediska obsahového je pak soudcovská nezávislost zajištěna vázaností soudců toliko zákonem, tj. vyloučením jakýchkoli prvků subordinace v soudcovském rozhodování. Základními komponenty principu nezávislosti soudnictví se Ústavní soud komplexně zabýval v nálezu sp. zn. Pl. ÚS 7/02 (Sbírka nálezů a usnesení Ústavního soudu, svazek 26, nález č. 78; vyhlášen pod č. 349/2002 Sb.). Svévolný zásah zákonodárce do oblasti materiálního zajištění soudců, v tom rámci i platové restrikce, nutno do rámce chráněného principem jejich nezávislosti podřadit ze dvou důvodů. Nezávislost soudců je v první řadě podmíněna jejich morální integritou a odbornou úrovní, zároveň ale je spjata i s jejich přiměřeným materiálním zajištěním. Druhým důvodem podřazení zákazu svévolného zásahu do materiálního zajištění soudců (platových restrikcí) do rámce principu jejich nezávislosti je vyloučit možnost, eventualitu nátlaku moci zákonodárné, resp. výkonné na rozhodování soudců. Jinými slovy, vyloučit svévolné zásahy do materiálního zajištění soudců jako eventuální formu „penalizace“ soudců ze strany legislativy a exekutivy, a tím i formy nátlaku na jejich rozhodování. |
| 6.     | Pl. ÚS 43/04   | 354/2005 Sb.  | Pavel Holländer   | Městský soud v Brně            | 14. července 2005  | vyhověno                          | K otázce ústavnosti následného zákonného odejmutí části platu soudců, na který byl před přijetím tohoto opatření dán zákonný nárok, lze vyvodit tyto základní zobecňující teze: - posouzení ústavnosti platových restrikcí vůči soudcům pro konkrétní období konkrétního roku spadá do rámce vymezeného principem soudcovské nezávislosti, - ústavní postavení soudců na straně jedné a představitelů moci zákonodárné a výkonné, zvláště pak státní správy, na straně druhé se vzhledem k principu dělby moci a principu nezávislosti soudců odlišuje, z čehož plyne i rozdílný dispoziční prostor pro zákonodárce k platovým restrikcím vůči soudcům ve srovnání s dispozičním prostorem k takovýmto restrikcím v jiných oblastech veřejné sféry, - zásah do materiálního zabezpečení soudců garantovaného zákonem nesmí být výrazem svévole zákonodárce, nýbrž musí být, vycházeje ze zásady proporcionality, odůvodněn výjimečnými okolnostmi, např. tíživou finanční situací státu, přičemž i za splnění této podmínky musí být zohledněna odlišnost funkce soudců a představitelů moci zákonodárné a výkonné, zvláště pak státní správy; takovýto zásah nesmí zavdat důvod k obavám, nedotýká-li se omezení důstojnosti soudců, příp. není-li výrazem ústavně nepřípustného tlaku moci zákonodárné a moci výkonné na moc soudní. Princip nezávislého soudnictví je jednou z podstatných náležitostí demokratického právního státu (čl. 9 odst. 2 Ústavy České republiky). Požadavek nezávislé justice pramení ze dvou zdrojů: z neutrality soudců jako garance spravedlivého, nestranného a objektivního soudního řízení a ze zajištění práv a svobod jednotlivců soudcem odčleněným od politické moci. Nezávislost soudců je garantována zárukami zvláštního právního postavení (mezi než nutno zařadit nesesaditelnost, neodvolatelnost, nedotknutelnost), dále zárukami organizační a funkční nezávislosti na orgánech reprezentujících zákonodárnou a zejména výkonnou moc, jakož i oddělením soudnictví od moci zákonodárné a výkonné (zejména uplatněním zásady inkompatibility). Z hlediska obsahového je pak soudcovská nezávislost zajištěna vázaností soudců toliko zákonem, tj. vyloučením jakýchkoli prvků subordinace v soudcovském rozhodování. Základními komponenty principu nezávislosti soudnictví se Ústavní soud komplexně zabýval v nálezu sp. zn. Pl. ÚS 7/02 (Sbírka nálezů a usnesení Ústavního soudu, svazek 26, nález č. 78; vyhlášen pod č. 349/2002 Sb.). Svévolný zásah zákonodárce do oblasti materiálního zajištění soudců, v tom rámci i platové restrikce, nutno do rámce chráněného principem jejich nezávislosti podřadit ze dvou důvodů. Nezávislost soudců je v první řadě podmíněna jejich morální integritou a odbornou úrovní, zároveň ale je spjata i s jejich přiměřeným materiálním zajištěním. Druhým důvodem podřazení zákazu svévolného zásahu do materiálního zajištění soudců (platových restrikcí) do rámce principu jejich nezávislosti je vyloučit možnost, eventualitu nátlaku moci zákonodárné, resp. výkonné na rozhodování soudců. Jinými slovy, vyloučit svévolné zásahy do materiálního zajištění soudců jako eventuální formu „penalizace“ soudců ze strany legislativy a exekutivy, a tím i formy nátlaku na jejich rozhodování. |
| 7.     | Pl. ÚS 9/05    | 356/2005 Sb.  | Jiří Mucha        | Městský soud v Brně            | 14. července 2005  | vyhověno                          | Lze-li za zcela výjimečných okolností akcentovat princip rovnosti v oblasti restrikcí v odměňování státních zaměstnanců, ústavních činitelů a soudců před principem komplexně chápané nezávislosti soudců, neplatí tato relace obou principů obecně jako jednou pro vždy a za všech okolností daná. Naopak, platové poměry soudců v širokém smyslu mají být stabilní nesnižovatelnou veličinou, nikoli pohyblivým faktorem, s nímž kalkuluje to či ono vládní uskupení např. proto, že se mu zdají platy soudců příliš vysoké ve srovnání s platy státních zaměstnanců nebo ve srovnání s jinou profesní skupinou. |
| 8.     | Pl. ÚS 55/05   | 65/2007 Sb.   | Pavel Rychetský   | Městský soud v Brně            | 16. ledna 2007     | zamítnuto                         | Platové poměry soudců mají být nesnižovatelnou veličinou. Zásah do nich lze odůvodnit pouze výjimečnými, mimořádnými okolnostmi státu. Krátkodobé pozastavení růstu platů soudců nepředstavuje zásah do principu soudcovské nezávislosti. |
| 9.     | Pl. ÚS 27/07   | –             | Miloslav Výborný  | Městský soud v Brně            | 21. listopadu 2007 | odmítnuto                         | |
| 10.    | Pl. ÚS 13/08   | 104/2010 Sb.  | Miloslav Výborný  | Městský soud v Brně            | 2. března 2010     | zamítnuto                         | Dočasné odůvodněné zmrazení hrubého příjmu soudců nelze považovat za zásah do jejich nezávislosti. Krok zákonodárce, jímž by ovšem došlo nikoliv k pozastavení tempa růstu platu soudců, nýbrž k byť i jen částečnému odnětí již dosažené úrovně jejich materiálního zabezpečení, by nebyl v souladu s principy demokratického právního státu, a to zejména za situace, kdy by se platové restrikce dotýkaly pouze soudců a nikoli také jiných státních zaměstnanců. |
| 11.    | Pl. ÚS 12/10   | 269/2010 Sb.  | Stanislav Balík   | Městský soud v Brně            | 7. září 2010       | vyhověno                          | Svévolný zásah do platových poměrů soudců, nevycházející ze zásady proporcionality a neodůvodněný výjimečnými okolnostmi (např. tíživou finanční situací státu, přičemž i za splnění této podmínky musí být zohledněna odlišnost funkce soudů a představitelů moci zákonodárné a výkonné, zvláště pak státní správy), má za následek zásah do principu nezávislosti soudů a soudců. |
| 12.    | Pl. ÚS 16/11   | 267/2011 Sb.  | Pavel Holländer   | Městský soud v Brně            | 2. srpna 2011      | zčásti vyhověno, zčásti odmítnuto | Pokud nejsou platové restrikce v případě soudců odůvodněny výjimečnými okolnostmi, představují zásah do materiálního aspektu soudcovské nezávislosti a jsou tak v rozporu s čl. 1 odst. 1 a čl. 82 odst. 1 Ústavy. |
| 13.    | Pl. ÚS 33/11   | 181/2012 Sb.  | Pavel Holländer   | Městský soud v Brně            | 3. května 2012     | zčásti vyhověno, zčásti odmítnuto | Materiální zabezpečení soudců spadá do rámce vymezeného principem soudcovské nezávislosti, přičemž s ohledem na to se odlišuje dispoziční prostor zákonodárce k platovým restrikcím vůči soudcům a jiným představitelům veřejné moci. Zásah do materiálního zabezpečení soudců musí být odůvodněn výjimečnými okolnostmi, při jejichž uplatnění musí být zohledněna odlišnost funkce soudců od ostatních „služebníků státu“. Z ústavního hlediska je neakceptovatelná situace, pokud je snižování platů soudců odůvodňováno nutností úspor veřejných financí, přičemž je dlouhodobě provázeno faktickým zvyšováním platů ve veřejné správě. |
| 14.    | Pl. ÚS 23/09   | 245/2012 Sb.  | Vojen Güttler     | Okresní soud v Jičíně          | 15. května 2012    | zamítnuto                         | Krácení platu soudců v době dočasné pracovní neschopnosti samo o sobě nelze považovat za zásah do materiálního aspektu soudcovské nezávislosti ve smyslu čl. 82 odst. 1 Ústavy. |
| 15.    | Pl. ÚS 28/13   | 161/2014 Sb.  | Milada Tomková    | Městský soud v Brně            | 10. července 2014  | zčásti vyhověno, zčásti zamítnuto | Právo soudců na odměnu za práci převáží nad zájmem na řádné legislativní proceduře včetně dodržení pravidel publikace právních předpisů, pokud by derogační zásah ve vztahu k napadené právní úpravě vedl k ještě většímu zásahu do soudcovské nezávislosti a bránil by tak efektivní ochraně ústavnosti. Zásah do materiálního zabezpečení soudců garantovaného zákonem nesmí být výrazem svévole zákonodárce, nýbrž musí být, vycházeje ze zásady proporcionality, odůvodněn výjimečnými okolnostmi, např. řádně doloženou tíživou finanční situací státu, přičemž i za splnění této podmínky musí být zohledněna odlišnost funkce soudců a představitelů moci zákonodárné a výkonné, zvláště pak státní správy. Nadto aby zákonodárce mohl přistoupit k platovým restrikcím, měl by si opatřit relevantní stanovisko reprezentantů soudní moci. |
| 16.    | Pl. ÚS 20/15   | –             | Vladimír Sládeček | Okresní soud Brno-venkov       | 19. července 2016  | vyhověno                          | Ve sporu soudce a státu o plat nevystupuje stát (jednající prostřednictvím své organizační složky, resp. jejím představitelem) v pozici „vrchnostenské“, nýbrž v postavení rovném, resp. srovnatelném s jiným zaměstnavatelem, a stává se proto nositelem (subjektem) základních práv a svobod. Závěry týkající se právních účinků derogačního nálezu sp. zn. Pl. ÚS 28/13 pro období roku 2014 lze nepochybně vztáhnout rovněž na nároky založené v letech 2011 a 2012, neboť materiální podmínky pro jejich aplikaci jsou v obou uvedených obdobích naplněny v zásadě totožným způsobem. Obě posuzovaná období se liší pouze v zákonem původně stanovené výši tzv. násobku (2,5násobek, resp. 2,75násobek), nikoliv však v rozhodných aspektech, které byly určující pro závěry Ústavního soudu o nepřípustnosti zpětného doplacení platu vzhledem ke sníženému koeficientu. |
| 17.    | Pl. ÚS 4/23    |               | Jaromír Jirsa     | Okresní soud v Mladé Boleslavi | 15. května 2024    | zamítnuto                         | Sounáležitost s ostatními je jednou z občanských ctností, jichž jsou příslušníci soudcovského stavu nositeli a jež má své opodstatnění i v liberální společnosti. Funkce soudce nemá rozměr pouze profesní, ale současně osobnostní, projevující se tak, že od soudce se neočekává pouze odbornost a vysoké pracovní nasazení, nýbrž také bezúhonnost a nadprůměrná osobní integrita. Zmrazení platové základny soudců na rok 2021 lze považovat mimořádně za přiměřené. Platová základna byla zmrazena s ohledem na pandemii, která neměla v moderní historii obdoby a jejíž vývoj (a dopad do hospodaření státu) nebylo možné spolehlivě předvídat. Právě v tomto období vyvstává podstatný prvek gesta solidarity soudců s těžkostmi a výzvami, jež tehdy občany České republiky potkaly. Solidarita soudců ve zvláště těžkých časech neohrožuje jejich důstojnost, ale naopak upevňuje důvěru společnosti v sílu jejich morální a stavovské integrity. |
| 18.    | Pl. ÚS 15/22   |               | Josef Baxa        | Okresní soud v Ústí nad Labem  | 15. května 2024    | zčásti vyhověno, zčásti odmítnuto | Vládní návrh zákona lze projednat ve zkráceném jednání za stavu legislativní nouze, i když pro to nejsou splněny některé zákonné podmínky, je-li na tomto způsobu projednání dosaženo širokého konsenzu. Splnění této podmínky se posuzuje podle výsledku hlasování, zda jsou splněny podmínky pro projednání návrhu zákona ve zkráceném jednání dle § 99 odst. 5 zákona č. 90/1995 Sb., o jednacím řádu Poslanecké sněmovny. V tomto hlasování je třeba dosáhnout minimálně kvalifikované (ústavní) většiny 120 hlasů. Z ústavněprávního pohledu vláda funguje kontinuálně. Podá-li vláda demisi nebo je-li odvolána, vykonává na základě pověření prezidenta republiky prozatímně své funkce až do jmenování nové vlády [čl. 62 písm. d) Ústavy]. Ústava tedy vychází z koncepce permanentního působení výkonné moci. Nečinnost jedné vlády proto sama o sobě nemůže „omlouvat“ vládu po ní následující a opravňovat ji v legislativním procesu k využívání mimořádných prostředků, jako je zkrácené projednání návrhu zákona. Návrh zákona týkajícího se platových restrikcí musí být předem projednán s mocí soudní. Ústavní soud pokládá za dostatečné, bude-li návrh zákona projednán s předsedy Nejvyššího soudu, Nejvyššího správního soudu, vrchních soudů a krajských soudů a dále se zájmovými organizacemi soudců. Již poslanci musí mít možnost se seznámit se stanoviskem moci soudní a s tím, jak bylo vypořádáno. Nedodržení požadavku na projednání s mocí soudní samo o sobě není dostatečným důvodem pro zrušení zákona, ale promítá se do obsahového hodnocení, zda je platová restrikce souladná s ústavním pořádkem. Nebyl-li návrh zákona projednán s mocí soudní vůbec nebo zůstalo-li její stanovisko bez reakce, jde o přitěžující faktor nasvědčující tomu, že restrikce je nepřiměřená. Restrikcí soudcovských platů se z hlediska časového působení dělí na trvalé a dočasné. Trvalé restrikce mění parametry platového automatu, a představují nejzávažnější typ restrikce. Tato restrikce musí sledovat legitimní cíl, jehož není možné dosáhnout jinými prostředky, a nesmí nepřiměřeně omezit materiální zabezpečení soudní moci. Tuto restrikci je třeba odůvodnit komplexním ekonomickým rozborem. Dočasné restrikce nemění parametry platového automatu, ale na omezenou dobu jej nahrazují zvláštními pravidly. Dočasné restrikce musí být v prvé řadě odůvodněny výjimečnými okolnostmi. Ve srovnatelné míře musí dopadnout i na další „služebníky státu“, zejména představitele zákonodárné moci a nejvýše postavené představitele moci výkonné, a tato podmínka musí být splněna po celou dobu trvání restrikcí. I dočasná restrikce musí být přiměřená a dostatečně odůvodněná ekonomickým rozborem. Míra přísnosti přezkumu dočasné restrikce se odvíjí od toho, zda jde o restrikci ve formě snížení platu, zmrazení nebo (jen) snížení míry růstu. Forma dočasné restrikce se posuzuje srovnáním s příslušným obdobím předchozího roku. Tak jako soudkyně a soudci očekávají, že jejich platové poměry budou stabilní veličinou, od soudkyň a soudců se očekává nadprůměrná osobní a morální integrita. Proto lze po soudkyních a soudcích spíše požadovat, aby strpěli zásah do svých platových poměrů, který sice původně nebyl zaveden v souladu s požadavky ústavního pořádku, avšak vlivem pozdější změny okolností se přesto týkal období, které bylo pro stát i většinu společnosti opravdu výjimečně obtížné. Výkon soudnictví je činností vyžadující trvalou a hlubokou důvěru společnosti. Jde o hodnotu „k nezaplacení“, proto je třeba právě ze strany soudní moci o její zachování a prohlubování trvale usilovat. |
| 19.    | Pl. ÚS 5/24    |               | Milan Hulmák      | Okresní soud v Ústí nad Labem  | 15. května 2024    | zčásti vyhověno, zčásti odmítnuto | Časově neomezené snížení koeficientu pro výpočet platové základny soudcovských platů z 3násobku na 2,822násobek je trvalou platovou restrikcí, která bez projednání s mocí soudní, bez odůvodnění komplexní ekonomickou analýzou a legitimními cíli představuje zásah do nezávislosti soudní moci a porušení čl. 81 a čl. 82 odst. 1 Ústavy ve spojení s čl. 2 odst. 1 Ústavy. |